# Rubens' buis

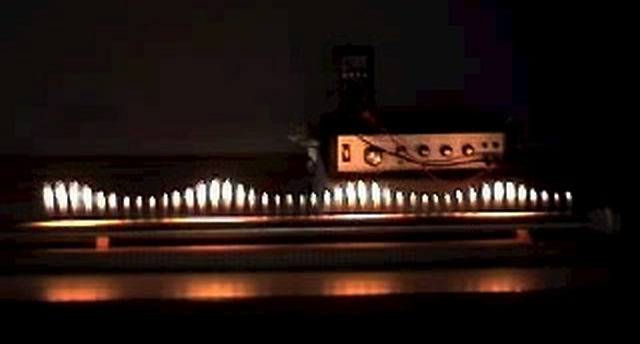
Een Rubens' buis-opstelling

Rubens' buis, ook wel staandegolfbuis of vlambuis genoemd, is een natuurkundig experiment dat staande golven demonstreert. Het toont de relatie tussen geluidsgolven en luchtdruk.

## Opstelling

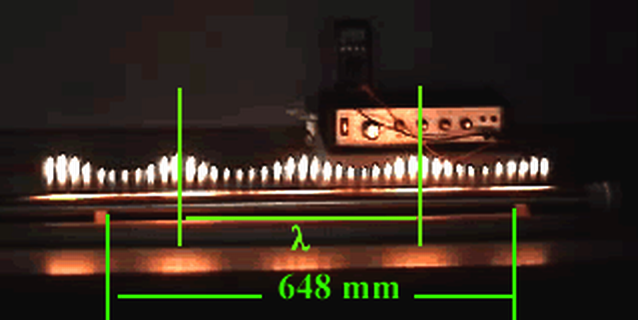
Golflengte meten van een geproduceerde toon

In een lange buis worden aan de bovenkant gaten gemaakt en de buis wordt aan beide kanten gedicht - aan de ene kant met een luidspreker, aan de andere kant met een toevoer van brandbaar gas. De buis wordt gevuld met gas, en het gas dat uit de gaten komt wordt aangestoken. Wanneer de luidspreker ingeschakeld wordt, verandert de druk in de buis als gevolg van de geluidsgolven. Hierdoor worden de vlammen op sommige punten hoger, en op andere punten lager. Als een constante frequentie wordt gebruikt kan de golflengte bepaald worden door deze simpelweg met een liniaal te meten.

## Geschiedenis
In 1866 demonstreerde August Kundt een akoestische staande golf door lycopodiumpoeder in een buis te plaatsen. Wanneer een geluid gemaakt werd in de buis ordende het materiaal zich in knopen en anti-knopen (buiken), evenredig met de trilling van de golf, waardoor zich een staande golf vormde. Later die eeuw toonde Behn aan dat kleine vlammetjes gebruikt kunnen worden als gevoelige druksensoren. Uiteindelijk nam Heinrich Rubens, naar wie het experiment vernoemd is, in 1905 een 4 meter lange buis en boorde daar 200 gaten in op intervallen van 2 centimeter. Dit vulde hij met brandbaar gas. Na het aansteken van het gas, waarbij de vlammen nagenoeg even hoog waren, zag hij dat een geluid een staande golf veroorzaakte die gelijk was aan de golflengte van het geluid.